# Kurs walutowy

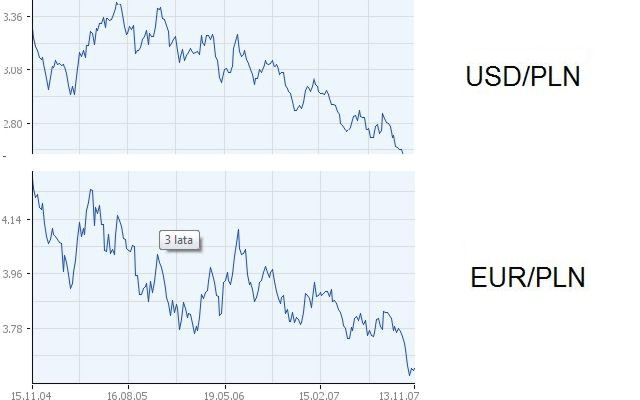
Kurs dolara i euro od 15 listopada 2004 do 13 listopada 2007

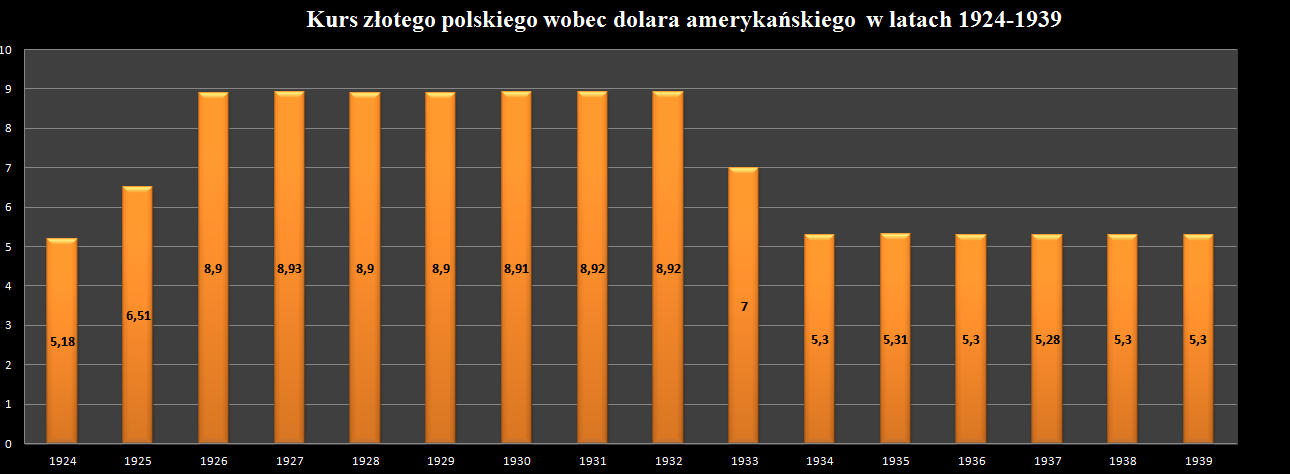
Kurs złotego polskiego względem dolara amerykańskiego w latach 1924–1939

Kurs walutowy – cena danej waluty wyrażona w innej walucie (relacja wymienna jednej waluty na inną). Miejscem transakcji, na którym przedmiotem są waluty krajowe, jest rynek walutowy.

## Popyt i podaż
Czynnikami określającymi podaż danej waluty i popyt na nią są:
- obroty handlowe w stosunkach dwustronnych, wymiana usług, ruch turystyczny, przepływ technologii itp., czyli bilans płatniczy;
- polityka walutowa rządu, która między innymi określa system kursów.

## Rodzaje kursów walutowych
W klasycznym podejściu występuje podział na kursy płynne (w pełni kształtowane przez mechanizm rynkowy) oraz kursy sztywne (w których kurs wymiany ustalony jest przez państwo). Z czasem pojawiły się kursy mieszane (kurs walutowy kształtowany jest rynkowo w ograniczonym zakresie). Pierwotnie mieszane kursy nazywano kursami stałymi, ale obecnie nazwa ta przez wielu ekonomistów jest stosowana jako synonim kursu sztywnego.
Współczesne rodzaje kursów to:
- system kursowy bez własnej waluty (dolaryzacja, unia walutowa),
- izba walutowa,
- kurs walutowy stały związany z koszykiem walut lub jedną walutą,
- system stabilizowanego kursu walutowego,
- pełzający kurs stały,
- kurs stały – ulega wahaniom wywołanym grą popytu i podaży, zakres wahań jest ściśle określony,
- system kursu zbliżony do pełzającego,
- kurs stały w przedziale wahań,
- system kursu walutowego bez jednoznacznej definicji,
- kurs płynny,
- kurs całkowicie płynny[1].

## Zmiany kursów
Kursy sztywne:
- dewaluacja – skokowe, administracyjne zmniejszenie międzynarodowej wartości waluty;
- rewaluacja – skokowe, administracyjne zwiększenie międzynarodowej wartości waluty.

Kursy płynne:
- deprecjacja – spadek międzynarodowej wartości waluty;
- aprecjacja – wzrost międzynarodowej wartości waluty.

## Funkcje kursu walutowego
Podstawowe:
- Informacyjna – informuje o cenie walut obcych. Jest to informacja bezpłatna, wykorzystywana przy podejmowaniu decyzji przez przedsiębiorców i inne podmioty, a także będąca istotnym elementem planowania i zarządzania zarówno na szczeblu państwa, jak i poszczególnych podmiotów. Funkcja ta pozwala także ocenić opłacalność lokowania pieniądza w innej walucie;
- Cenotwórcza – kurs przenosi zagraniczne układy cen na układ krajowy wraz ze wszystkimi wynikającymi stąd ekonomicznymi konsekwencjami dla gospodarki światowej. Znaczenie tej funkcji rośnie na skutek wzrostu mobilności ludności czy liberalizacji handlu[2].
- Antycykliczna (amortyzująca) – gdy gospodarka się rozwija to, w przypadku płynnego kursu, waluta danego kraju umacnia się. Towary w nim produkowane stają się droższe od zagranicznych, więc spada ich produkcja, co trochę hamuje gospodarkę. Gdy w gospodarce występują trudności, to waluta ulega osłabieniu. Wtedy towary produkowane w kraju stają się tańsze od importowanych, co zwiększa sprzedaż towarów krajowych w kraju i zagranicą[3].

Pozostałe:
- współczynnika efektywności wymiany – gdy ceny i koszty ustalane są w różnej walucie;
- regulatora wymiany – zmniejszenie lub zwiększenie efektywności wymiany łączy się ze zmniejszeniem lub zwiększeniem liczby i wartości zawieranych transakcji;
- instrumentu polityki gospodarczej – aby kurs walutowy był instrumentem polityki gospodarczej, musi być podatny na wpływy władz publicznych w kraju. Władze monetarne mając możliwość kształtowania kursu walutowego, mogą stanowić bądź wspierać określone tendencje zmian;
- instrumentu gier finansowych – zróżnicowanie kursów walutowych w przestrzeni i w czasie pozwala na dokonywanie różnego rodzaju transakcji walutowych, np. transakcje arbitrażowe, opcje walutowe, transakcje futures;
- kryterium porównywalności gospodarek i dochodów – kursy pełnią funkcję jakby wspólnego mianownika przy porównywaniu wartości wyrażonych w różnych walutach.

## Wysokość i zmiany kursu
Wyróżnia się różnorodne czynniki oddziałujące na wysokość i zmiany kursu.
Ekonomiczne to:
- podaż walut obcych na krajowym rynku,
- popyt na waluty obce,
- różnice stóp procentowych oraz stóp inflacji na rynku obcym i krajowym,
- stopień reglamentacji waluty,
- polityka walutowa,
- stan gospodarki kraju oraz jego partnerów gospodarczych;

polityczne:
- sytuacja międzynarodowa,
- napięcia polityczne;

psychologiczne – związane z oczekiwaniami dotyczącymi przyszłego stanu gospodarki.